# Taupo Totara Timber Company Tramway
| ALCO-Mallet-Dampflokomotive Nr. 7 |                                      |                    |                    |
| Streckenführung der Taupo Totara Timber Company Tramway über „The Spiral“ oder „The Corkscrew“ auf 5 Ebenen |                                      |                    |                    |
| Streckenlänge: | 82 km                                |                    |                    |
| Spurweite: | 1067 mm (Kapspur)                    |                    |                    |
| Maximale Neigung: | 62,5 ‰                               |                    |                    |
| Minimaler Radius: | 30 m                                 |                    |                    |
| Streckengeschwindigkeit: | 6 mph = 10 km/h bis 20 mph = 32 km/h |                    |                    |
| |                                      |                    |                    |
| \| \| \| von Hamilton (NZR) \| \| \| \| 36,63 \| Putāruru \| Putāruru \| \| \| \| nach Rotorua (NZR) \| \| \| \| 44,24 \| Lichfield \| Lichfield \| \| \| 57,13 \| Tokoroa \| Tokoroa \| \| \| \| Kinleith Mill \| \| \| \| \| \| \| \| \| 65,00 \| Kinleith \| Kinleith \| \| \| \| Waikato River \| \| \| \| \| The Spiral oder \| \| \| \| \| The Corkscrew \| \| \| \| \| \| \| \| \| 82,0 \| Mokai \| Mokai \| \| \| \| \| \| \| \| \| \| \| \| \| \| Camp \| \| \| \| \| \| \| \| Quellen: [1] \| \| \| \| |                                      |                    |                    |
| Strecke |                                      | von Hamilton (NZR) | von Hamilton (NZR) |
| Dienststation / Betriebs- oder Güterbahnhof | 36,63                                | Putāruru           | Putāruru           |
| Abzweig geradeaus und ehemals nach links |                                      | nach Rotorua (NZR) | nach Rotorua (NZR) |
| ehemaliger Bahnhof | 44,24                                | Lichfield          | Lichfield          |
| Dienststation / Betriebs- oder Güterbahnhof | 57,13                                | Tokoroa            | Tokoroa            |
| Betriebs-/Güterbahnhof Streckenanfang · Strecke |                                      | Kinleith Mill      | Kinleith Mill      |
| Strecke nach links · Abzweig geradeaus und von rechts |                                      |                    |                    |
| Betriebs-/Güterbahnhof Strecke ab hier außer Betrieb | 65,00                                | Kinleith           | Kinleith           |
| Brücke über Wasserlauf (Strecke außer Betrieb) |                                      | Waikato River      | Waikato River      |
| Strecke nach links (außer Betrieb) · Strecke von rechts (außer Betrieb) |                                      | The Spiral oder    | The Spiral oder    |
| Strecke von links (außer Betrieb) · Strecke nach rechts (außer Betrieb) |                                      | The Corkscrew      | The Corkscrew      |
| Strecke von links (außer Betrieb) · Abzweig geradeaus und nach rechts (Strecke außer Betrieb) |                                      |                    |                    |
| Betriebs-/Güterbahnhof Streckenende (Strecke außer Betrieb) · Strecke (außer Betrieb) | 82,0                                 | Mokai              | Mokai              |
| Strecke von links (außer Betrieb) · Abzweig geradeaus und nach rechts (Strecke außer Betrieb) |                                      |                    |                    |
| Betriebs-/Güterbahnhof Streckenende (Strecke außer Betrieb) · Strecke (außer Betrieb) |                                      |                    |                    |
| Betriebs-/Güterbahnhof Streckenende (Strecke außer Betrieb) |                                      | Camp               | Camp               |
| |                                      |                    |                    |
| Quellen: |                                      |                    |                    |

Die Taupo Totara Timber Company Tramway besaß und betrieb von 1903 bis 1944 eine mehr als 82 km lange Bahnstrecke
zwischen Putāruru und Mokai in der Waikato-Region auf Neuseelands Nordinsel.

## Streckenverlauf
Die Taupo Totara Timber Company betrieb ihre Bahnstrecke von der Abzweigung an der Strecke der New Zealand Government Railways (NZR) in Putāruru, wo sie ihre Holzlagerplätze und das Hobelwerk hatte, bis zum Sägewerk in Mokai und von dort aus weiter als Waldbahn in den Busch. Die 82 km lange Hauptstrecke von Putāruru nach Mokai überquerte den Waikato River bei Ongaroto auf einer großen Holzbrücke. Die The Spiral oder The Corkscrew genannte Steilstrecke hatte eine Neigung von 62,5 ‰ (1:16) und enge Kurven mit einem Radius von 30 m. Der Streckenabschnitt Putāruru–Mokai wurde mit Stahlschienen gebaut und diente dem gemischten Personen- und Güterverkehr. Die Schienen vom Sägewerk in den Busch waren hingegen aus Holz. Die Bahn hatte eine Spurweite von 3 Fuß 6 Zoll (1067 mm).

## Geschichte
Die Strecke wurde 1903 gebaut. Sie führte unter anderem über die ehemalige Lichfield Branch, die ursprünglich von der Thames Valley and Rotorua Railway Company als Teil der Strecke nach Rotorua gebaut worden war.
Die Holzbrücke über den Waikato River bei Ongaroto wurde von Frederick Furkert, einem Ingenieur des neuseeländischen Public Works Department entworfen und aus in der Nähe geschlagenen Totara-Bäumen gebaut. Im Laufe der Zeit verschlechterte sich der Zustand dieser Holzbrücke so sehr, dass sie als unsicher klassifiziert wurde. Da sich das Unternehmen aber keinen Neubau leisten konnte, weil sein Sägewerk 1928 abgebrannt war, hielten die Züge mehrere Jahre lang jeweils vor der Brücke an. Die Fahrgäste und der Heizer überquerten sie zu Fuß, bevor der Lokführer das Dampfventil der Lokomotive nur leicht öffnete und dann absprang. Der Zug fuhr langsam über die Brücke, bevor er auf der anderen Seite vom Heizer angehalten wurde, woraufhin alle Fahrgäste wieder in den Zug einsteigen konnten. Die Holzbrücke wurde 1931 durch eine Stahlfachwerkbrücke mit Mittelpfeiler ersetzt.
Die Waldbahn wurde größtenteils mit für Waldbahnen ungewöhnlich sanften Steigungen von 33,3 ‰ (1 : 30) gebaut. Das spiegelt die Absicht des Unternehmens wider, die Strecke letztlich an die NZR zu verkaufen. Im Jahr 1911 schlug das Unternehmen vor, seine Strecke von Mokai über Oruanui nach Taupō zu verlängern. Dazu wäre eine weitere Brücke über den Waikato-Fluss erforderlich gewesen. Die Handelskammer von Rotorua reichte beim Parlament Widerspruch gegen den Vorschlag ein, weil sie eine Streckenführung von Waiotapu über Rotorua nach Taupō bevorzugte. Die Taupo District Railway League reichte daraufhin eine Beschwerde an den Bezirksabgeordneten MacDonald ein, um gegen den Widerstand der Rotorua-Handelskammer zu protestieren.
Im Laufe der Zeit wurde der Vorschlag für die Streckenverlängerung schließlich zurückgestellt, was hauptsächlich auf den Ausbruch des Ersten Weltkriegs und die erheblichen Einwände der Rotorua-Handelskammer zurückzuführen war. Die Strecke hätte erhebliche bauliche Verbesserungen erfordert, um sie auf den NZR-Standard zu bringen, da sie in erster Linie für den Transport von Holz gebaut worden war und daher im Vergleich zu den NZR-Strecken engere Kurven, schmalere Einschnitte und kleinere Lichtraumprofile hatte.
Am 26. Oktober 1944 wurde der Waldbahnbetrieb eingestellt. Die Regierung erkannte jedoch das Potential der Strecke und erwarb im September 1946 die ersten 29 km zwischen Putāruru und Kinleith. Dieser Streckenabschnitt wurde am 9. Juni 1947 unter der Leitung der Public Works Department mit den Dampflokomotiven der Taupo Totara Timber Company wieder eröffnet.
Etwa zur gleichen Zeit wurde in Kinleith der Bau einer großen Zellstoff- und Papierfabrik geplant. Die Strecke mit ihren scharfen Kurven, steilen Steigungen und leichten Schienenprofilen musste deshalb aufwendig ausgebaut werden. Der Wiederaufbau der Strecke begann 1949, wobei die Steigungen von 22 ‰ (1 : 44) auf 14 ‰ (1 : 70) verringert und die Kurvenradien von 201 Meter auf 322 Meter vergrößert wurden. Die umgebaute Strecke wurde am 12. Juni 1950 an die NZR übergeben. In dieser Zeit kam erneut der Vorschlag auf, die Strecke umzubauen und bis nach Taupō zu verlängern. Von diesem Vorschlag war nach den Wahlen von 1949 zunächst nichts mehr zu hören. Er wurde jedoch später mehrfach aufgegriffen, aber nicht ausgeführt.
Der Streckenabschnitt von Putāruru bis zur Kinleith Mill südlich von Tokoroa wird heute(2018) noch als Teil der Kinleith Branch Line für den Güterverkehr genutzt.

## Schienenfahrzeuge

### Lokomotiven
| TTTCo Nummer   | Hersteller               | Werks-Nr. | Jahr | Bauart             |
| -------------- | ------------------------ | --------- | ---- | ------------------ |
| 1              | Stearns Manufacturing Co | 1074      | 1903 | Heisler            |
| 2              | Stearns                  | 1082      | 1903 | Heisler            |
| 3              | Yorkshire Engine Company | 255       | 1875 | Konventionell      |
| 4 (ex NZR A71) | Dubs & Co                | 654       | 1873 | Konventionell      |
| 5              | Climax                   | ?         | 1903 | Climax A-Klasse    |
| 6              | Barclay                  | 1270      | 1912 | Konventionell      |
| 7              | ALCO                     | 53970     | 1912 | Mallet             |
| 8              | Heisler                  | 1448      | 1921 | Heisler            |
| 9              | Heisler                  | 1449      | 1921 | Heisler            |
| 10             | A. & G. Price            | ?         | 1937 | Getriebelokomotive |

Die Mallet-Dampflokomotive Nr. 7 der Taupo Totara Timber Company wurde 1907 von ALCO nach einem Konstruktionsentwurf gebaut, den später die Baldwin Locomotive Works verwendeten. Von 1914 bis 1945 war sie bei der Taupo Totara Timber Company in Putāruru im Einsatz. 1945 wurde sie als Schrott verkauft, aber auf einem Schrottplatz eingelagert und 1958 an die Auckland Railway Enthusiasts Society verkauft. Sie wurde in Putāruru ausgestellt, bis sie 1975 an die Glenbrook Vintage Railway in Auckland City verkauft wurde. Dort wurde sie bis 1977 als Glenbrook Vintage Railway Nr. 4 restauriert.

### Wagen
- 1 gemischter Personen-/Güterwagen
- 1 Guard Van
- 25 Rungenwagen[2]

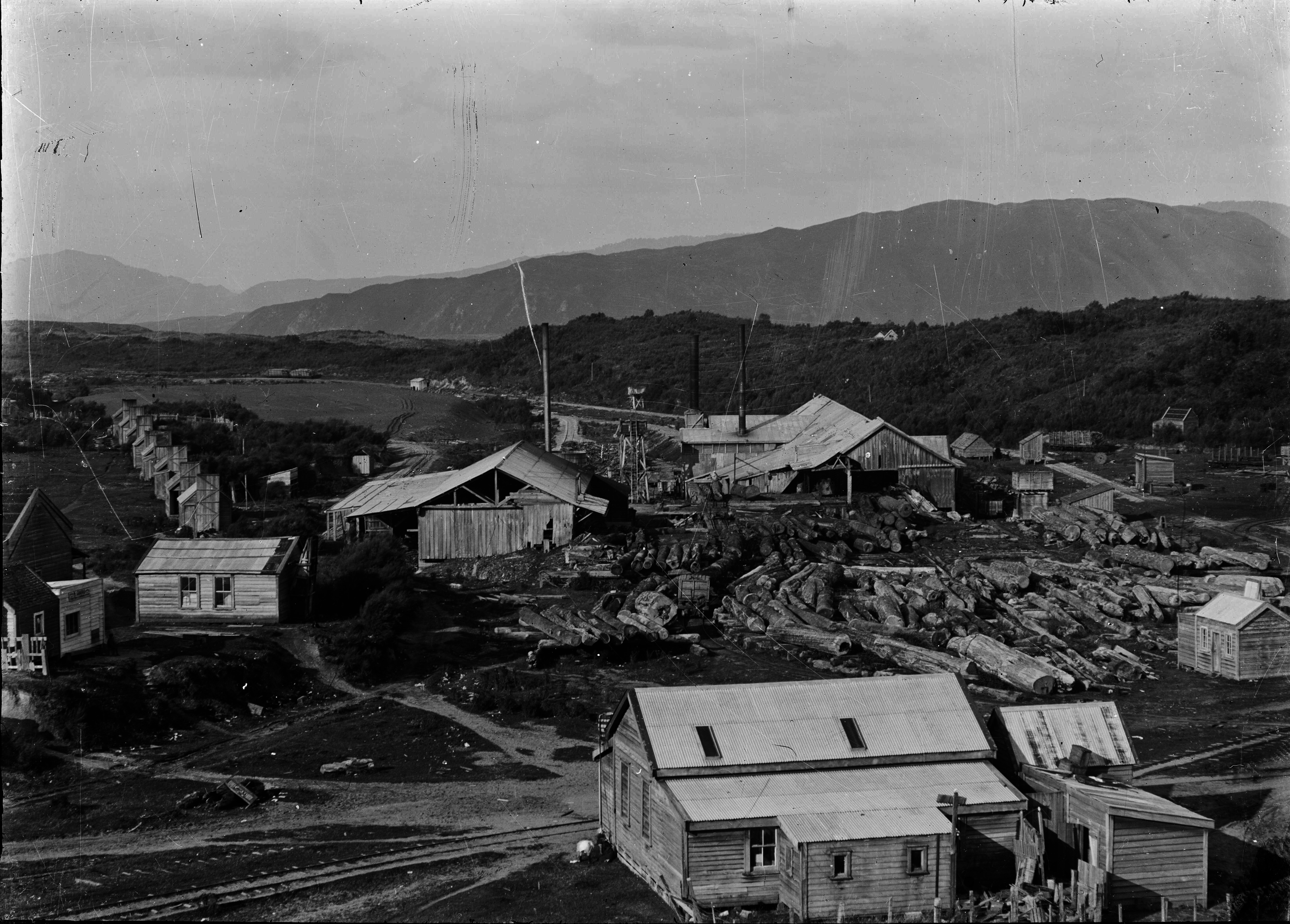
Sägewerk in Mokai
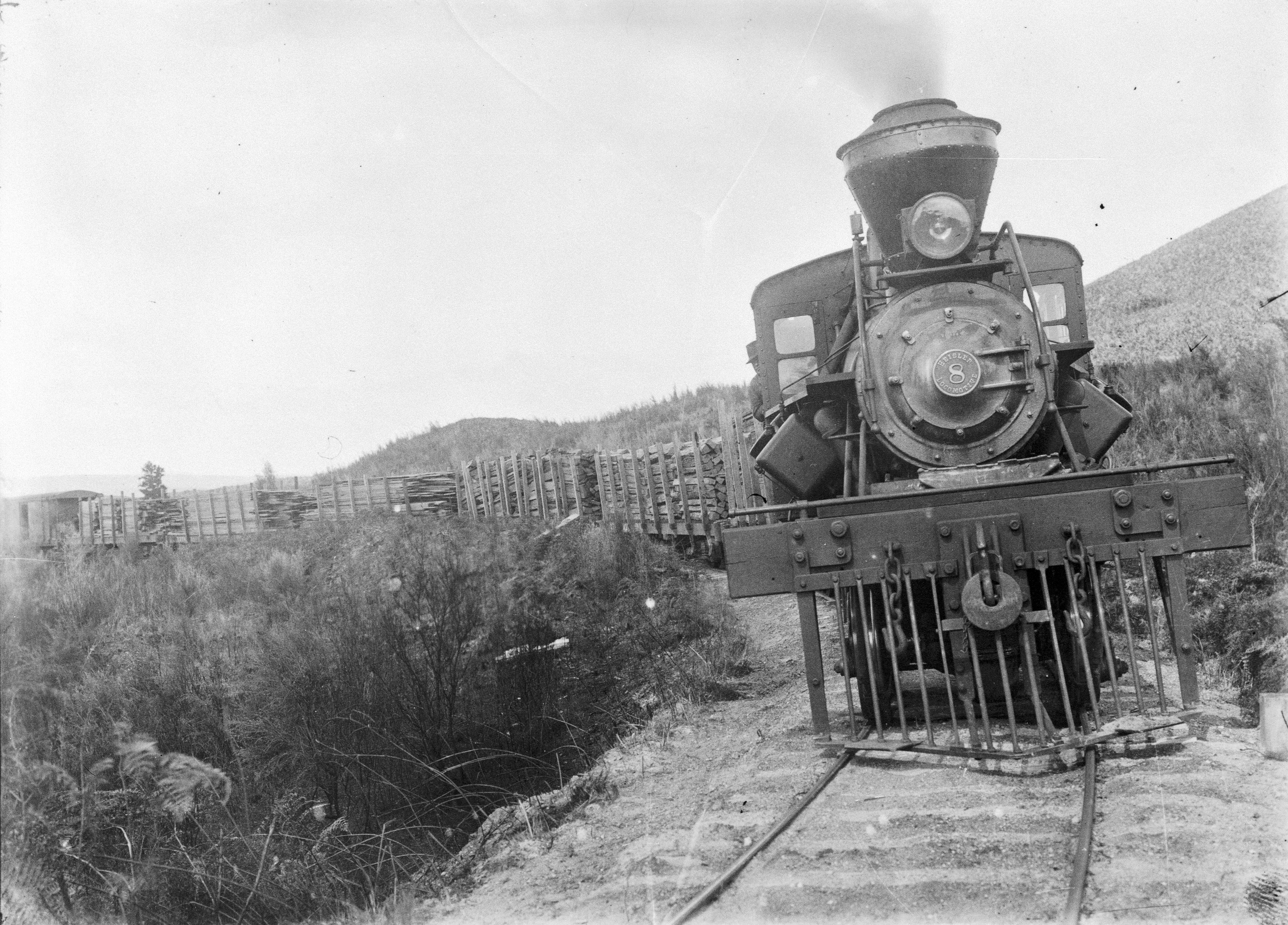
Heisler-Dampflokomotive Nr. 8
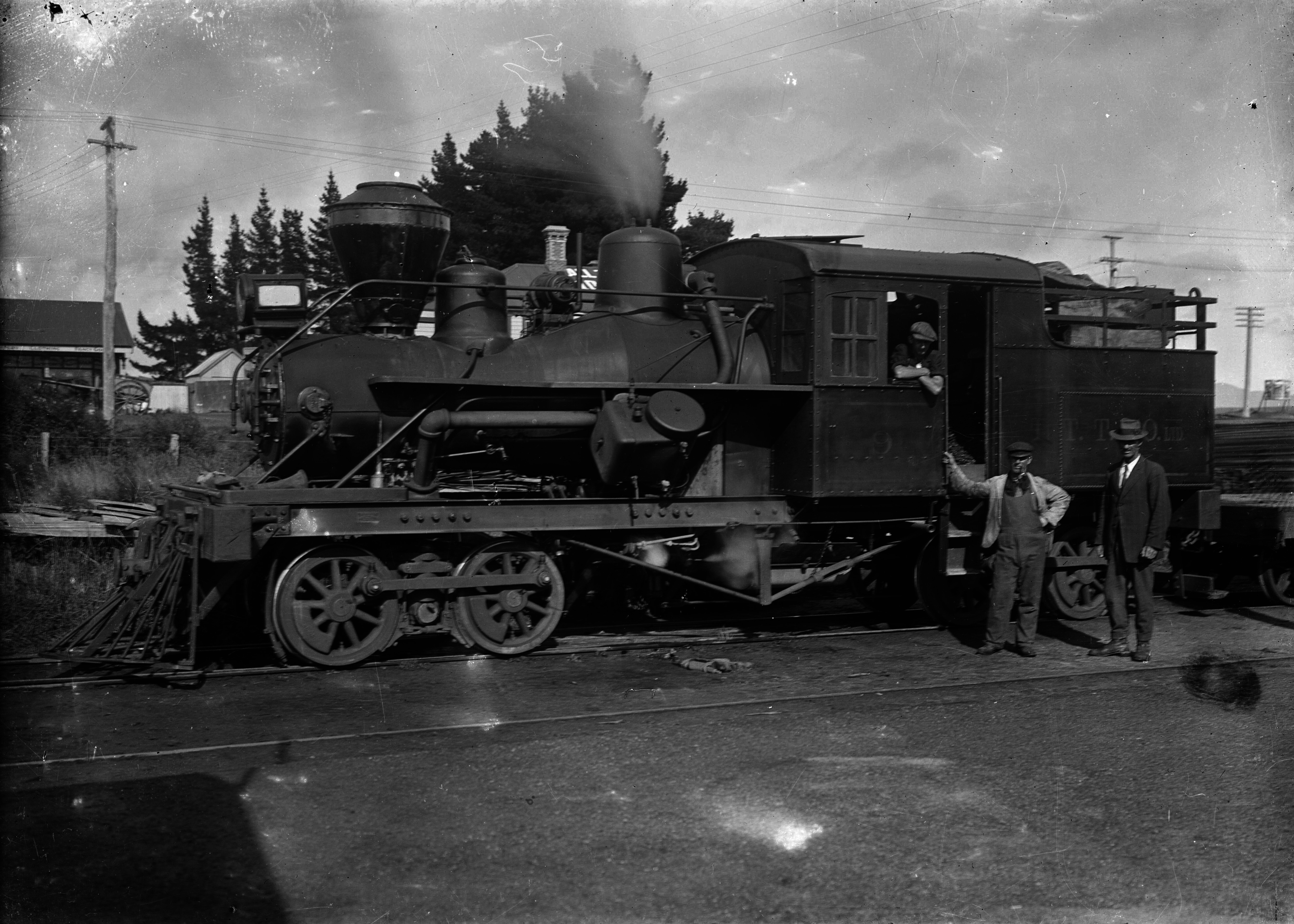
Heisler-Dampflokomotive Nr. 9
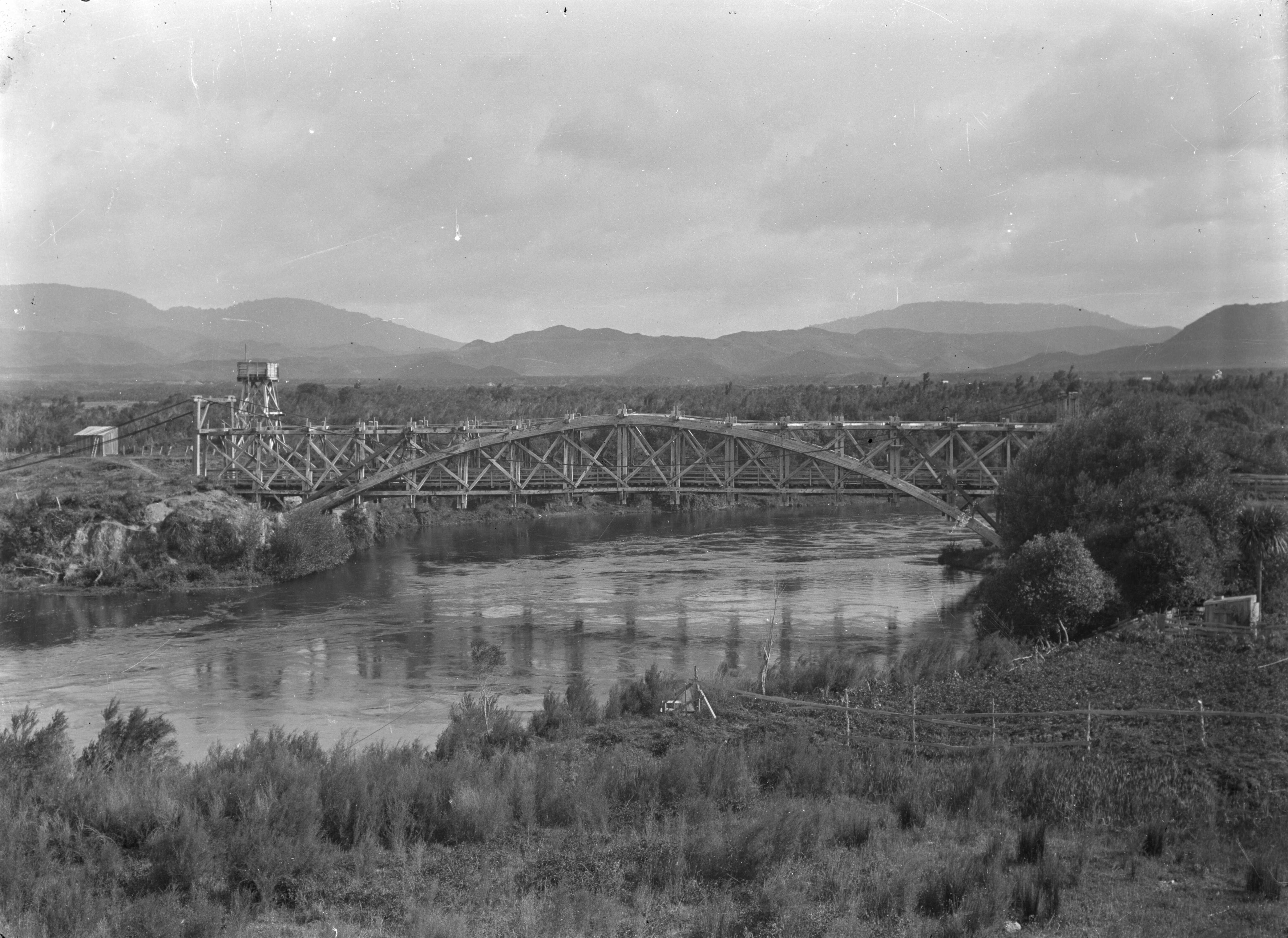
Brücke über den Waikato River bei Ongaroto
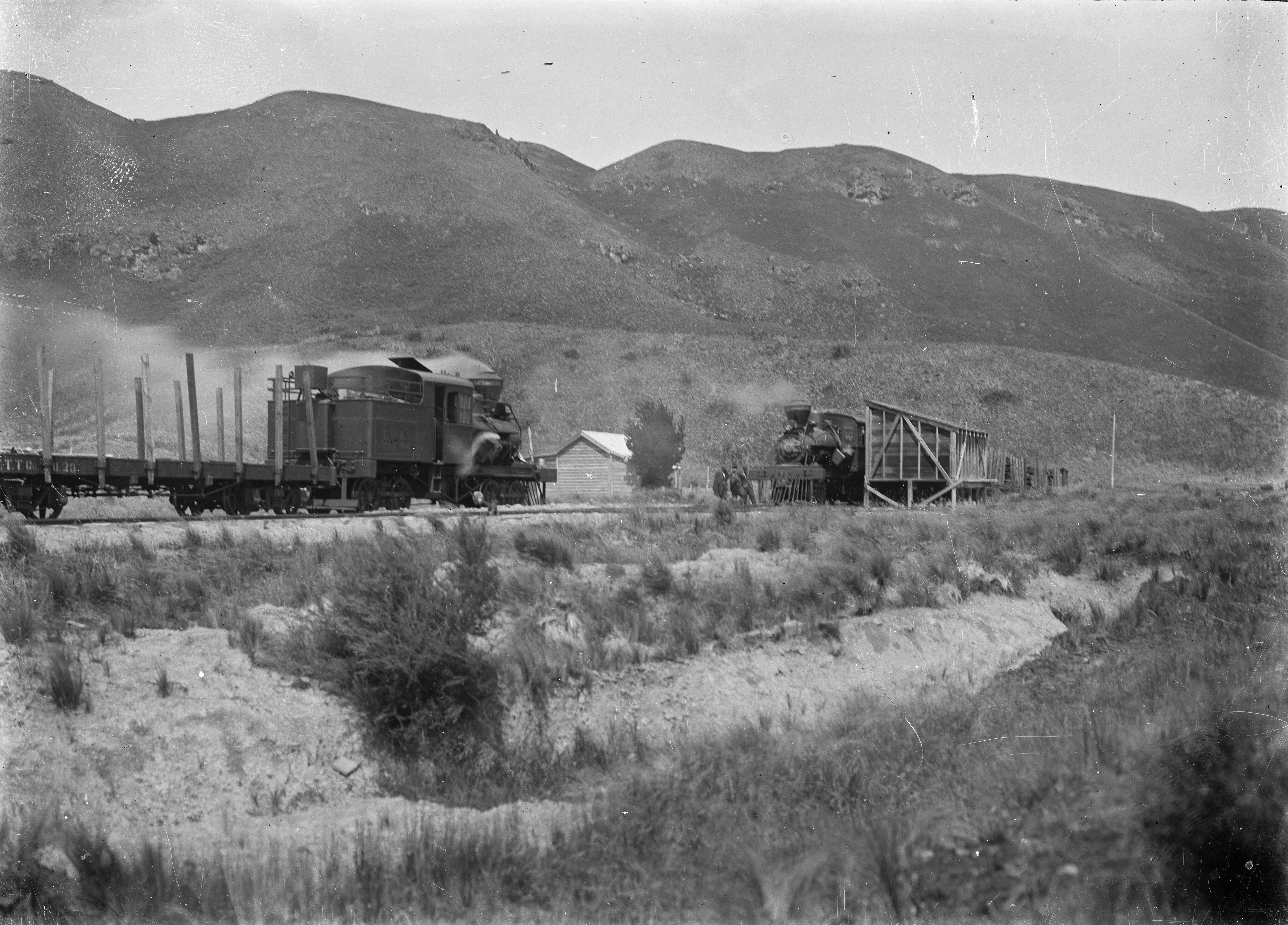
Die Heisler-Lokomotiven begegnen sich bei Kopakorahi
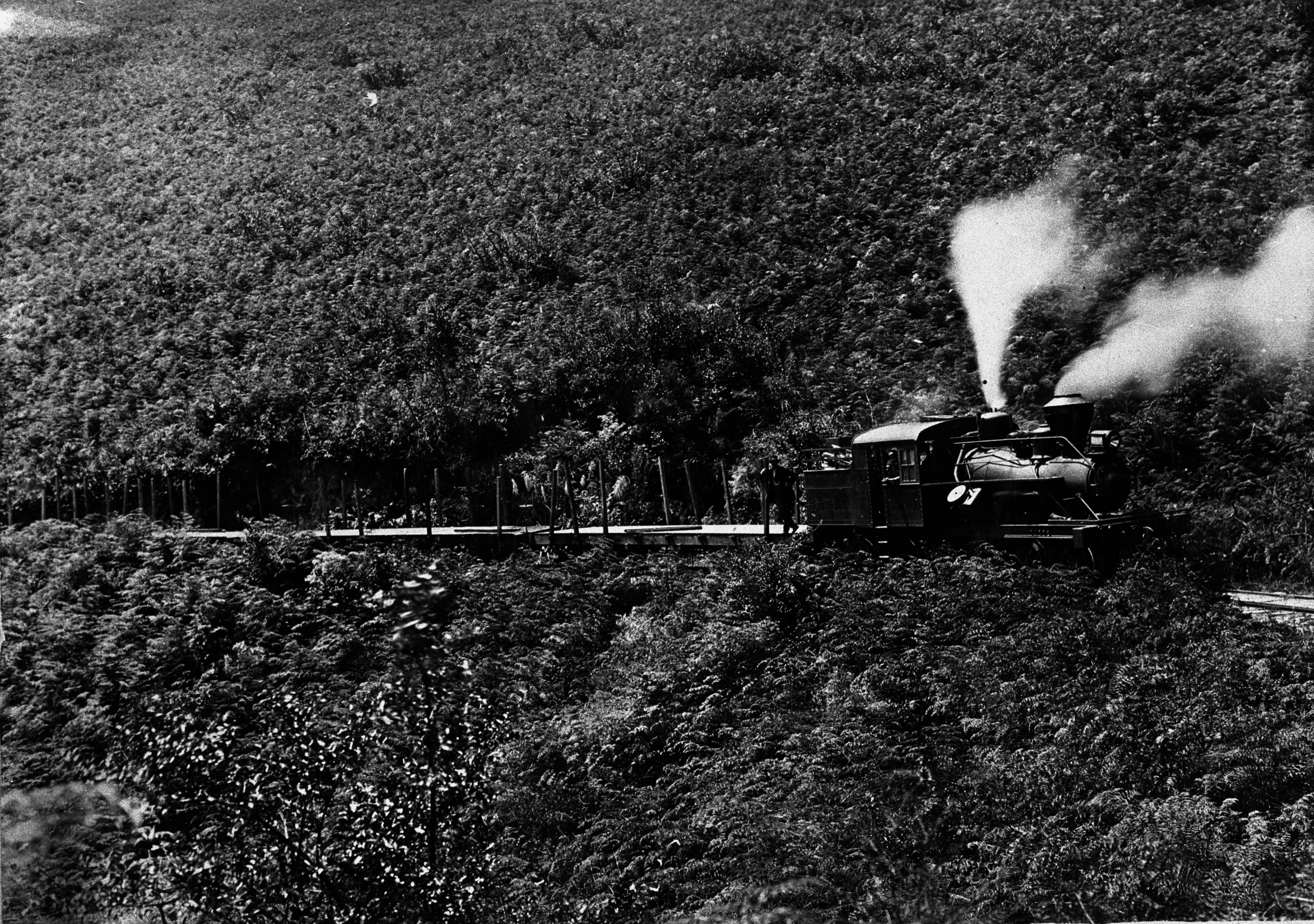
Unbeladener Zug auf der Rückfahrt nach Mokai
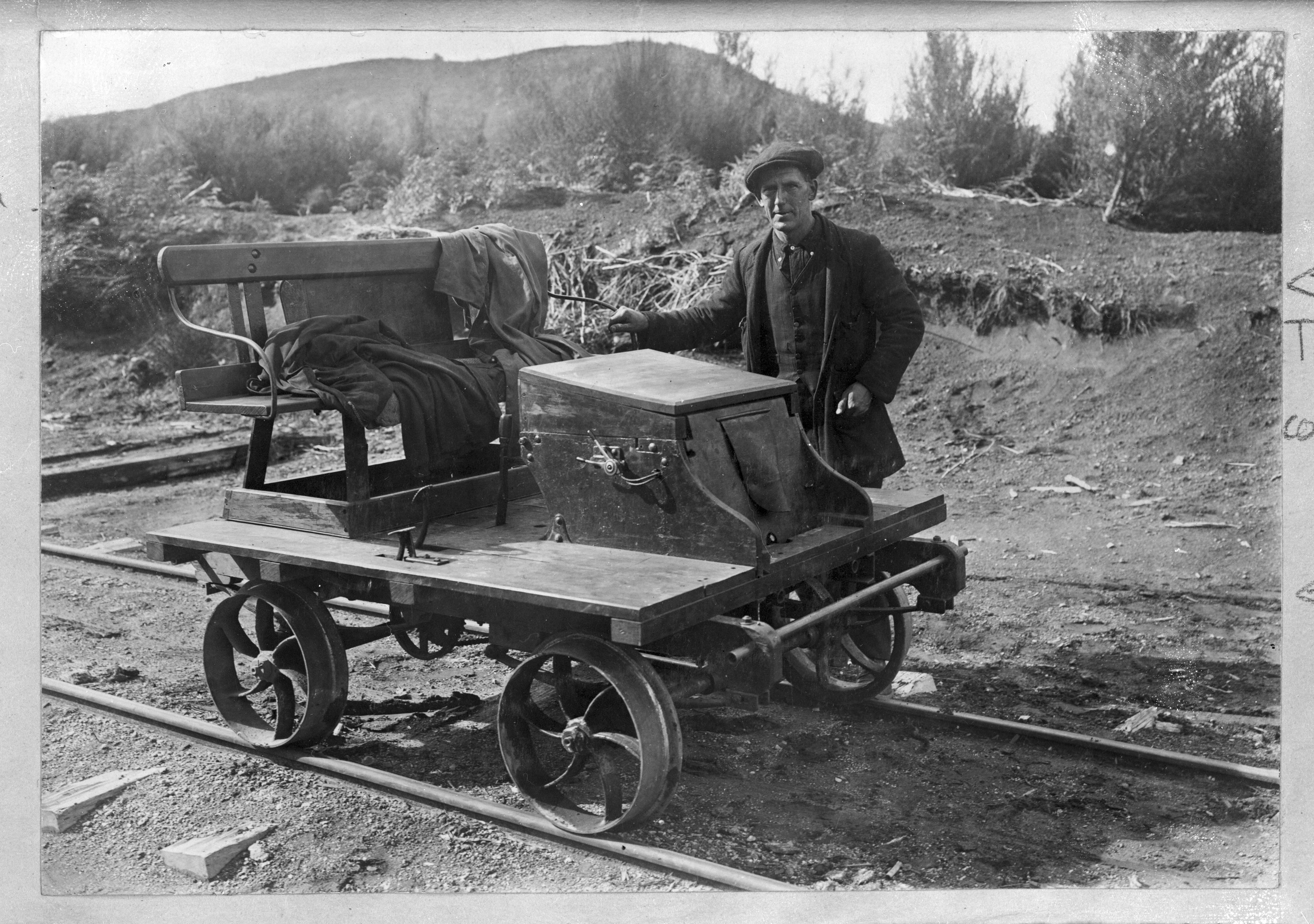
Draisine (Jigger)